# KZ Darß-Zingst

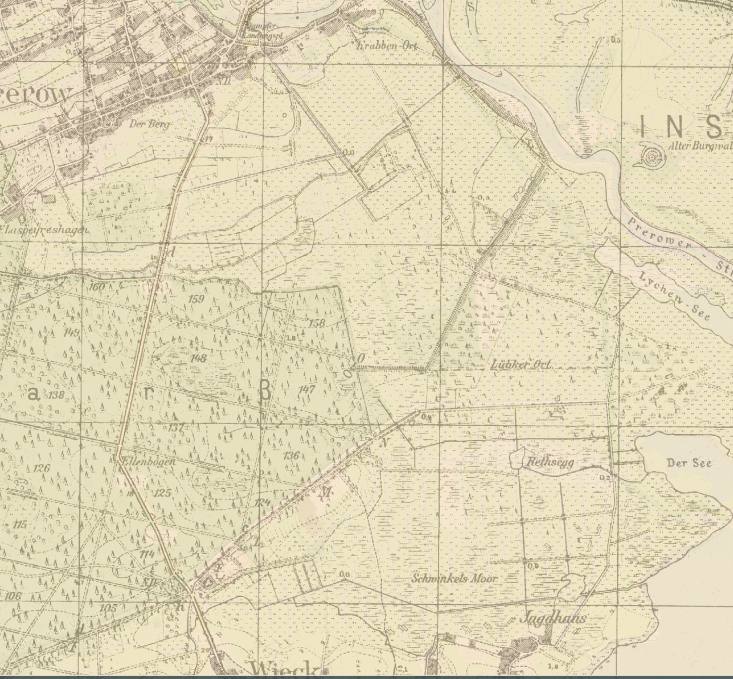
Die Karte von 1932 zeigt die damals vorherrschenden topographischen Gegebenheiten – das Siedlungs- und Wegenetz, die Reetwiesen und Sümpfe.

Das KZ Darß-Zingst war ein Außenlager des Konzentrationslagers Neuengamme auf der Ostseehalbinsel Zingst an der Sundischen Wiese. Es bestand von Ende 1941 bis April 1942.

## Geschichte
Im Außenlager Darß-Zingst setzte die SS wie bereits Anfang 1941 im KZ Darß-Wieck 50 Häftlinge zum Schneiden von Reet ein. Bis auf den Lagerältesten und den Koch waren die Häftlinge Zeugen Jehovas. Im April 1942 transportierte die SS alle Häftlinge ins Stammlager Neuengamme zurück; der Rücktransport hatte sich verzögert, da das Stammlager wegen einer Fleckfieberepidemie unter Quarantäne stand.